# Саліна (урочище)
Салі́на — урочище й колишня соляна шахта в Україні, Старосамбірському районі Львівської області, поблизу села Солянуватка, що біля Добромиля.
Впродовж століть шахта була відома не тільки в Галичині, а й у Польщі, Словаччині, Австрії. Пізніше в урочищі існував санітарно-оздоровчий комплекс — санаторій на 365 ліжок та оздоровчі заклади для лікування туберкульозу, пневмонії та бронхіальної астми (у 1986 році закритий Львівським облздороввідділом).

## Злочин
У червневі дні 1941 року в Саліні органи НКВС вбили близько 3600 чоловік, копальня була вщерть заповнена людськими тілами. Мешканці Солянуватки розповідають, що до Саліни напередодні трагедії з Перемишля були пригнані арештанти. Під час екзекуції весь час працювали в Саліні двигуни, аби заглушити постріли і крики мордованих. Окрім того, згідно зі свідченнями місцевих жителів, з того самого Перемишля привезли вантажівками також і тіла уже вбитих людей. Коли катам не вистачмло набоїв, людей били дерев'яними молотами і напівживими скидали в шахту, на стометрову глибину.
Свідчення свідків про розстріли: «В суботу 26 червня 1941 p. мешканці містечка Добромиль відкрили на Саліні за містом, поблизу села Ляцьке (тепер Солянуватка), яму, повну трупів. Яма-шиб, глибока на яких 36 метрів, скривала в собі 77 трупів. Теж знайдено 51 трупів помордованих НКВС в'язнів в двох провізоричних могилах на подвір'ї в'язниці, рештки спалених трупів в будинку дирекції лісів. Тіла страдальників були так побиті, що багатьох з них не можна було вже розпізнати. Пізнати вдалось: о. Кебуза з с. Макової. Він мав поломані руки і відтятий язик. Далі ще знайдено Миколу Возьного з Ляцького, якого тіло було подіравлене штиками. Як вдалось устійнити, екзекуція большевицьких опричників відбулася в четвер 26 червня, а її виконавцями були: голова міськради Петровський, секретар райпарткому Бубнов і місцевий міліціянт Кремер. Стверджено теж, що відступаючі відділи совєтської армії забили в селі Княжполі о. Петра Дутка і п'ятьох селян»[джерело?].
Серед убитих — зокрема, радянський прокурор, голова сільської ради з Губичів Іван Войтович.

## Збереження пам'яті
З метою вшанування пам'яті українських та польських в'язнів-жертв злочинів НКВС 27-28 квітня 2012 року відбулася акція «Марш пам'яті», що передбачала спільну пішу ходу української та польської молоді останнім шляхом в'язнів-жертв Перемишльської тюрми до урочища Саліни. В акції брала участь молодь Старосамбірського району і Перемишльського повіту (Республіка Польща).

## Світлини

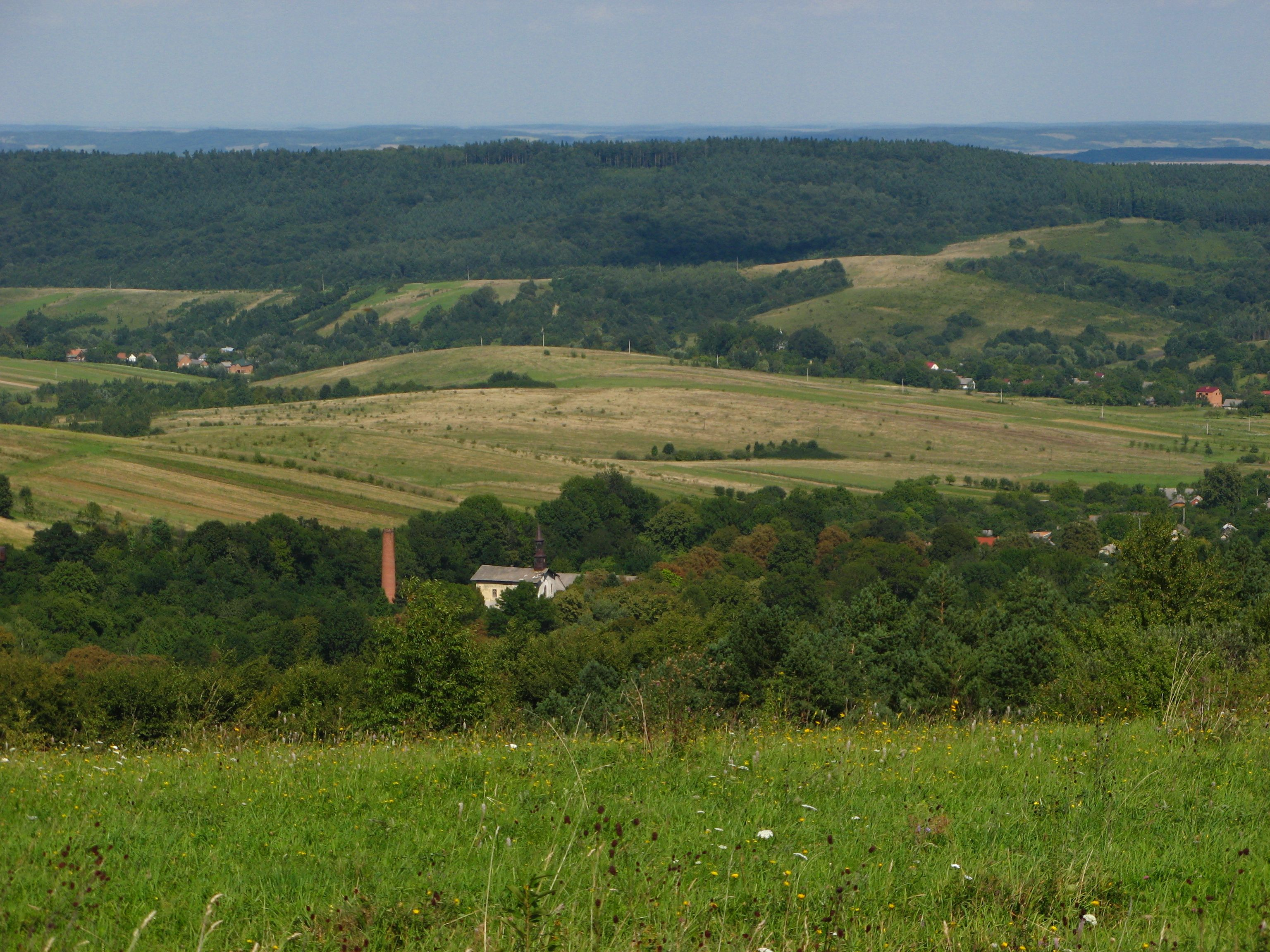
Вигляд на Саліну та довколишню місцевість
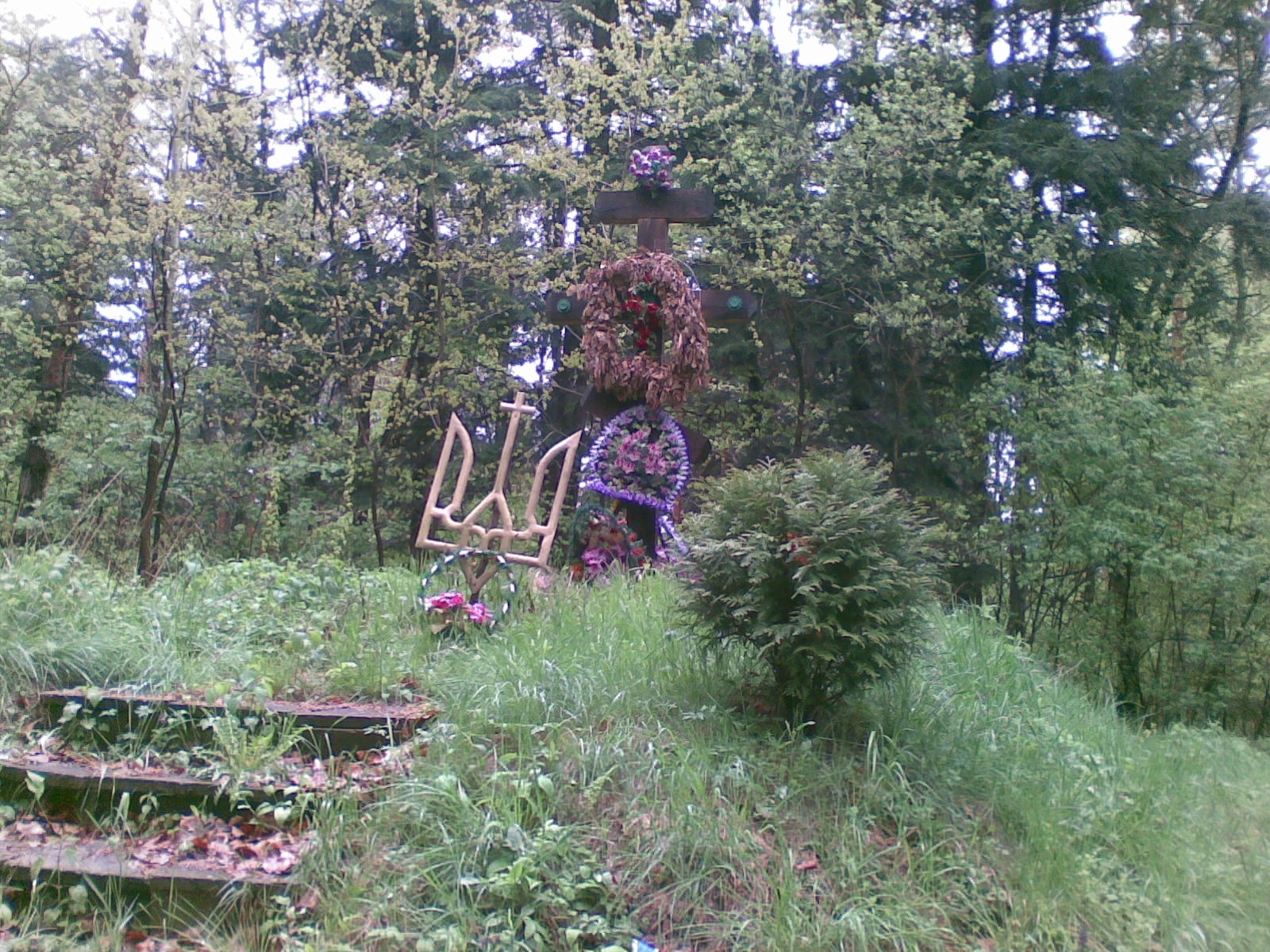
На місці трагедії
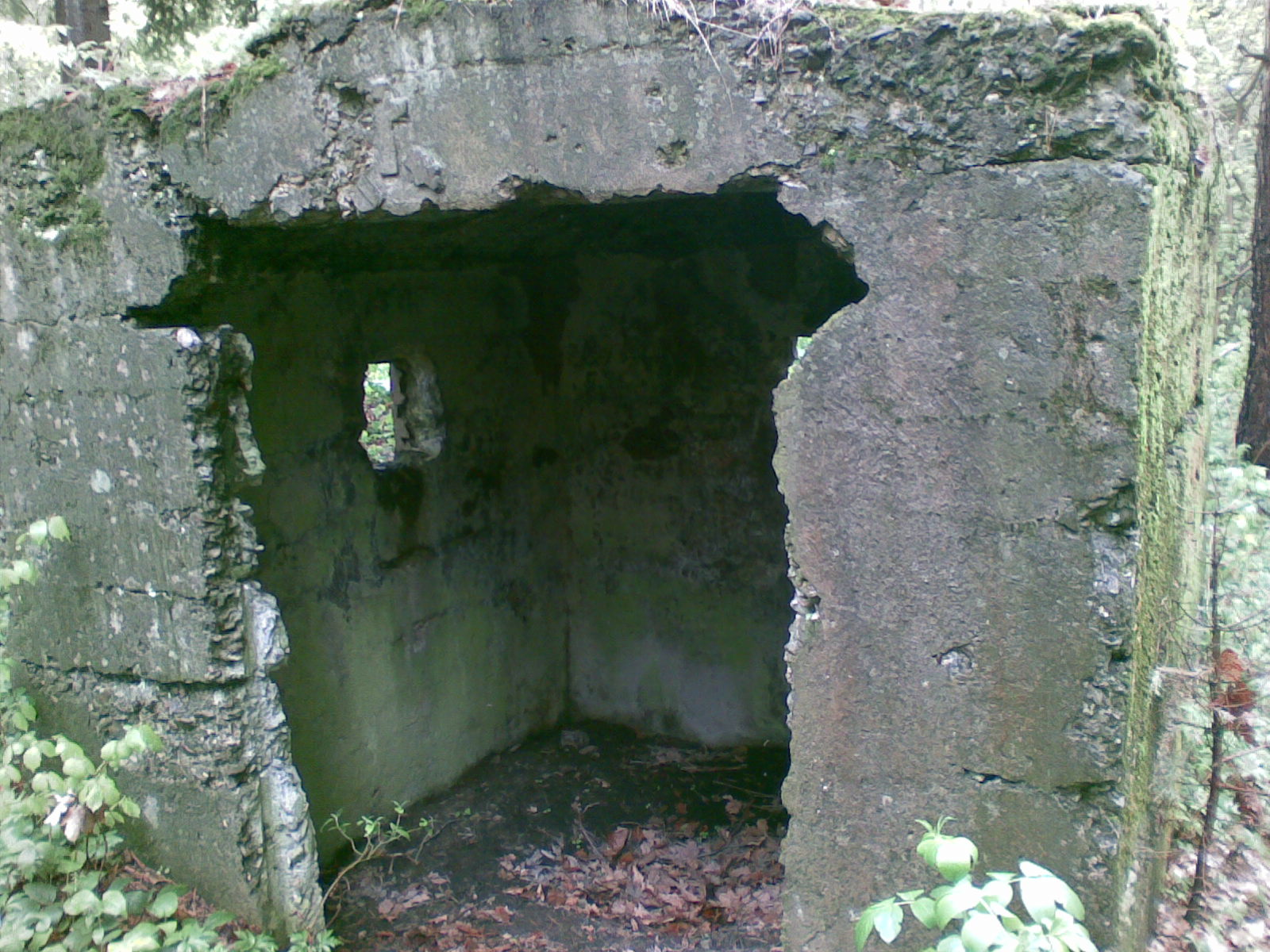
На місці трагедії
Головна будівля колишнього санаторію (2009 р.)
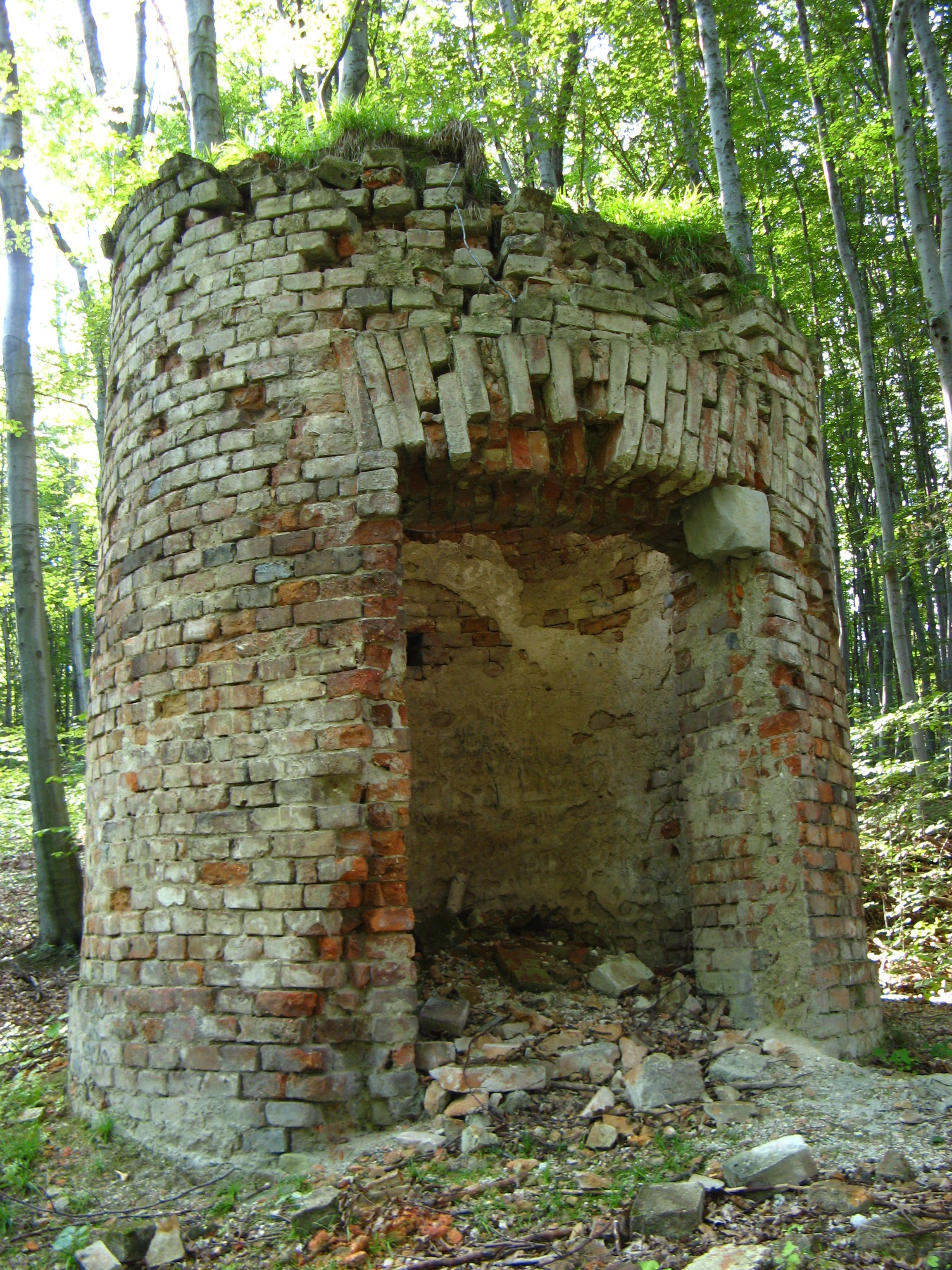
Руїни каплички-ротонди в Саліні (2009 р.)
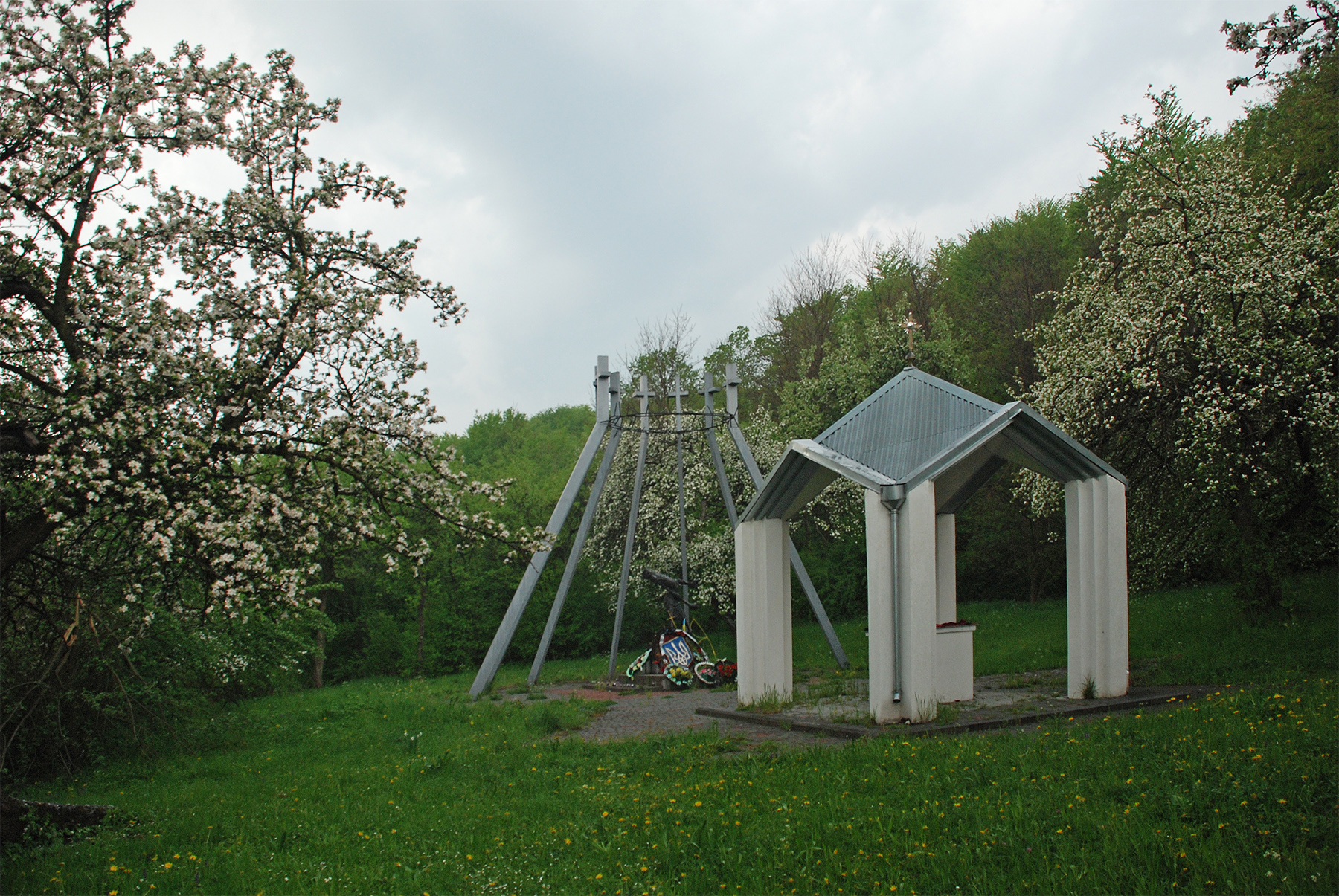
Меморіал на місці трагедії